# Post comunismo
Con il termine post-comunismo  s'intende una fase politica in cui i partiti comunisti compiono un processo di revisione ideologica che li porta ad abbandonare la prospettiva marxista e ad avvicinarsi alle forze della sinistra democratico-riformista tradizionale: socialismo democratico, socialdemocrazia e cristianesimo sociale.

## Storia

### I precursori del "post-comunismo "
Senza dubbio precursori del post-comunismo furono i miglioristi. Essi, infatti, rappresentavano la componente di "destra" all'interno del Partito Comunista Italiano. Eredi delle posizioni di Giorgio Amendola, i miglioristi erano radicati nell'apparato del PCI e nella gestione delle "cooperative rosse". Propensi ad un "miglioramento" riformista (se non all'accettazione) del capitalismo, non condividevano la politica sovietica (anche se in alcuni casi furono costretti a conformarvisi), contrastarono l'estrema sinistra del '68 e del '77 ma anche le correnti del PCI più movimentiste o "moraliste", nonché gli orientamenti politici berlingueriani. Sostenevano al contrario il dialogo e l'azione comune con partiti come il PSDI e il PSI, quest'ultimo specialmente durante la segreteria di Craxi, di cui erano interlocutori privilegiati. Furono, dunque, grandi sostenitori della svolta della Bolognina di Occhetto nel 1989 (firmando la mozione 1). Il leader tradizionale della corrente era Giorgio Napolitano; vi appartenevano inoltre Paolo Bufalini, Gerardo Chiaromonte, Napoleone Colajanni, Guido Fanti, Nilde Iotti, Luciano Lama, Emanuele Macaluso, Gian Carlo Pajetta, Antonello Trombadori e altri ancora: la maggioranza DS, in pratica le correnti della "destra" interna, raggruppa la maggior parte dei seguaci degli ex-miglioristi.

### Evoluzione del post-comunismo
Il post-comunismo però, non poteva rappresentare una corrente politica di pensiero distinta dalle altre, esso infatti altro non era che una fase di transizione in vista dell'accettazione del socialismo democratico. All'interno di questo infatti, molti post-comunisti hanno rafforzato la tendenza di sinistra, opposta alla destra socialdemocratica.
Le organizzazioni socialdemocratiche, compresero immediatamente l'opportunità che le forze post-comuniste offrivano loro (un allargamento dei consensi ed il definitivo trionfo del riformismo socialista sul comunismo) e per facilitarne ed accelerarne la metamorfosi, accolsero le stesse nell'Internazionale Socialista e nel Partito del Socialismo Europeo.

### La situazione in Italia
Anche in Italia dunque, sotto le spinte dei miglioristi, il Partito Comunista Italiano si trasformò in un partito post-comunista (il Partito Democratico della Sinistra) ed anche in Italia i socialisti, sotto la guida di Bettino Craxi, si fecero garanti dei post-comunisti presso l'Internazionale Socialista ed il PSE. Sogno del PSI di Craxi era poi riunire in un unico contenitore riformista tutte le forze che in qualche modo si ispiravano ai valori del socialismo democratico: dal moderato e centrista Partito Socialista Democratico Italiano, al Partito Socialista Italiano fino a comprendere anche gli ultimi arrivati del Partito Democratico della Sinistra.